# Philip Pickett
Pour les articles homonymes, voir Pickett.
Philip Pickett, né le 17 novembre 1950 à Londres en Grande-Bretagne, est un flûtiste, chef d'orchestre et enseignant de musique britannique. En février 2015, il est condamné à 11 ans de prison pour viols et agressions sexuelles sur certaines de ses étudiantes,.

## Carrière
Philip Pickett a dirigé plusieurs ensembles de musique ancienne. Il a créé et dirigé le New London Consort. Il a enseigné au Guildhall School of Music and Drama de 1972 à 1997.

## Condamnation judiciaire
Suspecté dans le cadre d'une affaire d'abus sexuels ayant eu lieu dans les années 1970 et 1980 au sein de la Guildhall School of Music and Drama, il est arrêté le 4 décembre 2013. Il est finalement reconnu coupable le 10 février 2015 par la justice britannique  de viols et agressions sexuelles sur certaines de ses étudiantes (dont des mineures) et condamné à 11 ans de prison,.

## Discographie
avec le New London Consort
- Tielman Susato, Dansereye 1551, Éditions de l'Oiseau-Lyre, 1993
- Anonyme, Carmina Burana - A Medieval Collection, Éditions de l'Oiseau-Lyre, 4 CD, 1994
- Michael Praetorius, Nativitas – A Renaissance Christmas, Decca, 1 CD, 1998